# Plaza Quilicura (estación)
Plaza Quilicura es la estación terminal de la Línea 3 del Metro de Santiago de Chile. Se encuentra subterránea bajo la intersección de las avenidas Manuel Antonio Matta y Libertador Bernardo O'Higgins, en la comuna de Quilicura.

## Características y entorno
El entorno inmediato de la estación es ampliamente comercial, destacando un Hipermercado Líder (a algunas cuadras de allí), las tiendas de artículos para el hogar y construcción Homecenter Sodimac y Sodimac Constructor, el Mall Arauco Quilicura, varias tiendas menores, la Biblioteca Pública de Quilicura y unas oficinas del Registro Civil. También es un sector con muchos establecimientos educacionales, el SAPU Rodrigo Rojas de Negri y sucursales bancarias.

### Accesos
| Acceso | Intersección                                        |
| ------ | --------------------------------------------------- |
| A      | Av. Manuel Antonio Matta con Del Arado              |
| B      | Av. Manuel Antonio Matta con Av. Bernardo O'Higgins |

## Origen etimológico

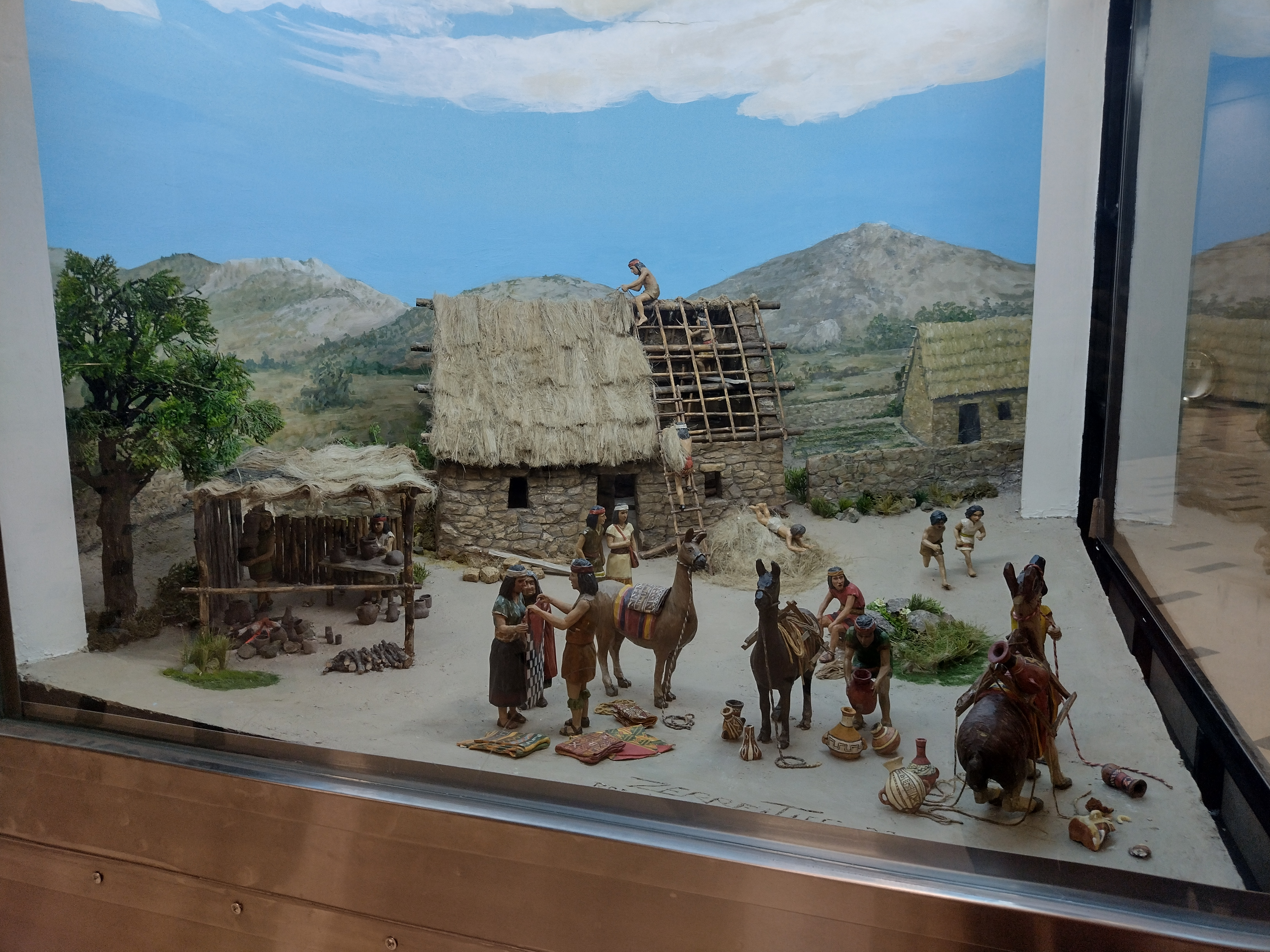
Diorama de Zerreitug ubicado en la estación.

Su nombre se debe a que se encuentra cercana a la Plaza de Armas de Quilicura.
El 10 de diciembre de 2021 se realizó una votación en la que participaron vecinos de la comuna, quienes debían definir —a partir de tres opciones disponibles— el pictograma que identifica a la estación: en dos de ellas se presenta una obra de alfarería indígena, que hace referencia a los hallazgos arqueológicos ocurridos en las obras de la estación y que corresponden a las culturas Aconcagua e Inca; los objetos rescatados fueron entregados al Museo Nacional de Historia Natural. La tercera opción, la ganadora, representa una vista de la Plaza de Armas de la comuna.

## Galería

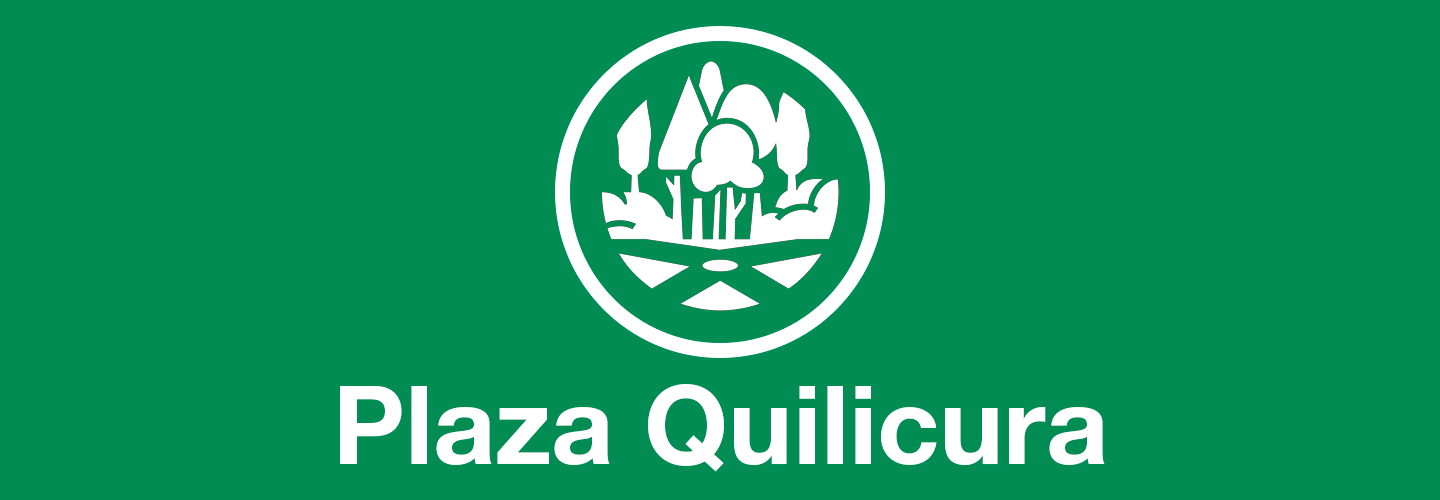
Cenefa utilizada actualmente en los andenes.
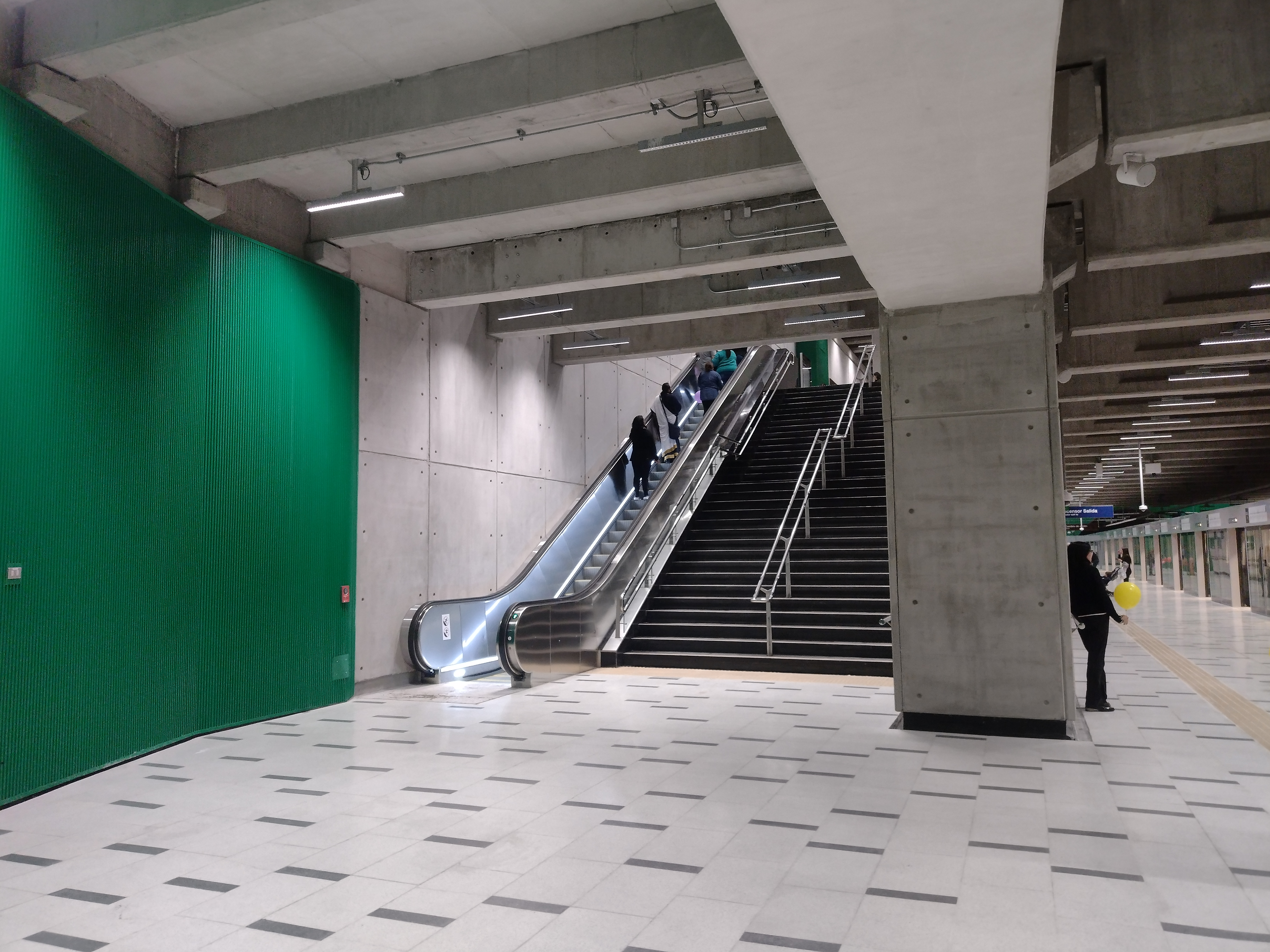
Escalera desde nivel de andenes.
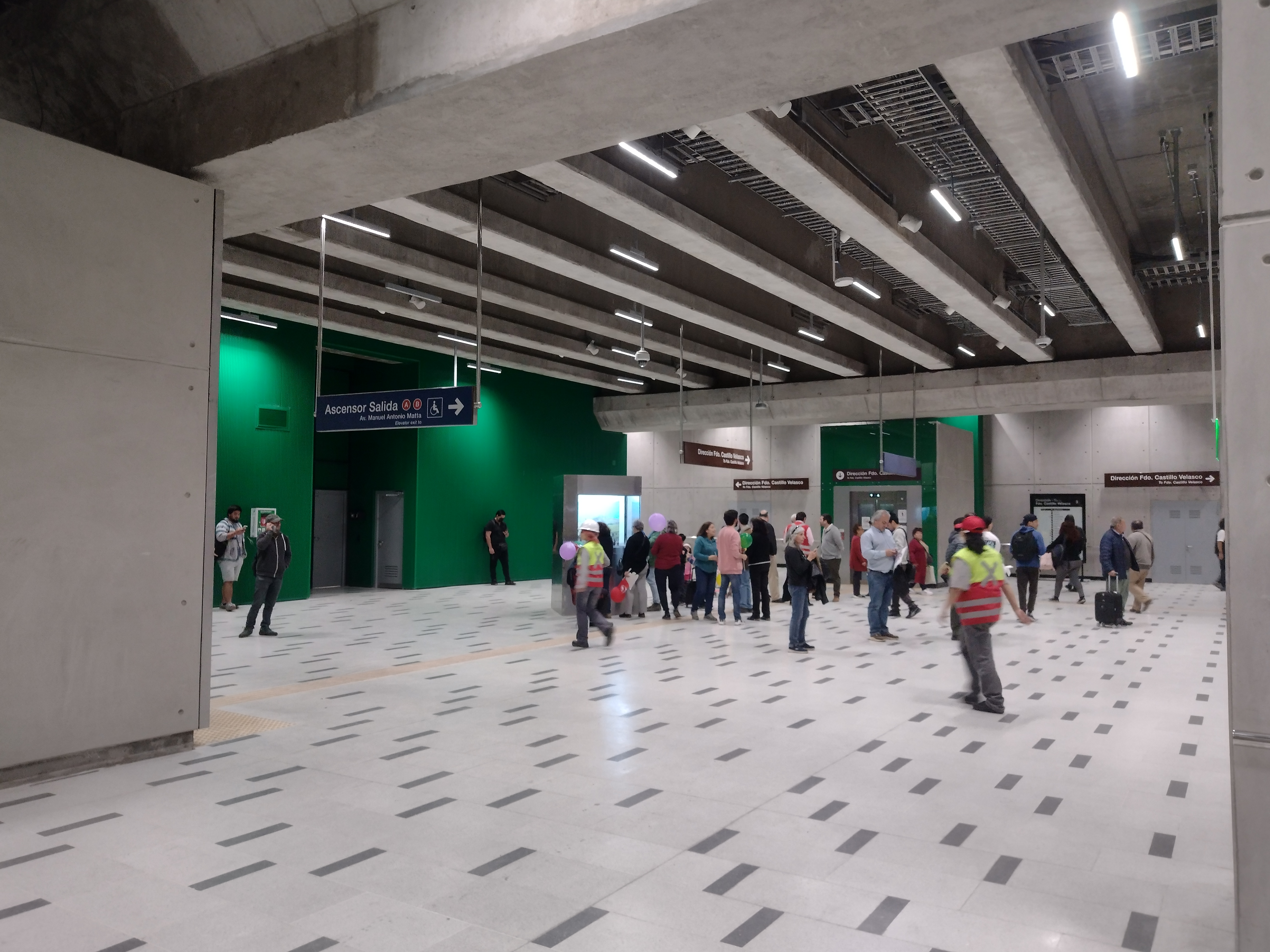
Nivel de mesanina.

## Conexión con Red Metropolitana de Movilidad
La estación posee 5 paraderos de la Red Metropolitana de Movilidad en sus alrededores, los cuales corresponden a: 
| Paradero/ Código                        | Recorridos |
| --------------------------------------- | --- |
| Parada 1 / (M) Plaza Quilicura (PB1921) | 425 (Rigoberto Jara) - 429 (Lo Echevers) - 429c (Quilicura) - 430 (Quilicura) - 435 (Quilicura) |
| Parada 2 / (M) Plaza Quilicura (PB1919) | 308 (Lo Marcoleta) - 308c (San Luis) - B06 (Santa Laura) - B11 (Lo Marcoleta) - B21 (Lo Marcoleta) |
| Parada 3 / (M) Plaza Quilicura (PB1920) | 308 (Mapocho) - 308c (Metro Lo Cruzat) - 425 (Lo Hermida) - 429 (Lo Hermida) - 430 (La Dehesa) - 435 (Vitacura) - B06 (Metro Zapadores) - B11 (El Salto) - B13 (Metro Lo Cruzat) - B21 (Plaza Chacabuco) |
| Parada 4 / (M) Plaza Quilicura (PB406)  | 303 (Plaza Italia) - 314 (Plaza Italia) - 314c (Metro Lo Cruzat) - 428 (Quilicura) - B08 (Mall Plaza Norte)                                                                                              |
| Parada 5 / (M) Plaza Quilicura (PB961)  | B12 (Lo Marcoleta) - B12c (Lo Marcoleta) |